# Central Bedfordshire
Central Bedfordshire is een unitary authority en een district in het graafschap Bedfordshire. Het bestuurlijke gebied ontstond op 1 april 2009 door de samenvoeging van Mid Bedfordshire en South Bedfordshire. In Central Bedfordshire wonen 284.000 mensen.

## Civil parishesin district Central Bedfordshire
Ampthill, Arlesey, Aspley Guise, Aspley Heath, Astwick, Barton-le-Clay, Battlesden, Biggleswade, Blunham, Brogborough, Caddington, Campton and Chicksands, Chalgrave, Chalton, Clifton, Clophill, Cranfield, Dunstable, Dunton, Eaton Bray, Edworth, Eggington, Eversholt, Everton, Eyeworth, Fairfield, Flitton and Greenfield, Flitwick, Gravenhurst, Great Billington, Harlington, Haynes, Heath and Reach, Henlow, Hockliffe, Houghton Conquest, Houghton Regis, Hulcote and Salford, Husborne Crawley, Hyde, Kensworth, Langford, Leighton-Linslade, Lidlington, Marston Moretaine, Maulden, Meppershall, Millbrook, Milton Bryan, Mogerhanger, Northill, Old Warden, Potsgrove, Potton, Pulloxhill, Ridgmont, Sandy, Shefford, Shillington, Silsoe, Slip End, Southill, Stanbridge, Steppingley, Stondon, Stotfold, Streatley, Studham, Sundon, Sutton, Tempsford, Tilsworth, Tingrith, Toddington, Totternhoe, Westoning, Whipsnade, Woburn, Wrestlingworth and Cockayne Hatley.